# Timrå (plaats)
Timrå is de hoofdplaats van de gemeente Timrå in het landschap Medelpad en de provincie Västernorrlands län in Zweden. De plaats heeft 10199 inwoners (2005) en een oppervlakte van 1190 hectare.
De plaats ligt 15 kilometer ten noorden van de stad Sundsvall en wordt vaak gezien als een voorstad van deze stad. Timrå ligt op de plaats waar de rivier de Indalsälven uitmondt in de Botnische Golf.
In de rest van Zweden is Timrå vooral bekend vanwege de ijshockeyclub Timrå IK, die in de eerste divisie van het Zweedse ijshockey speelt (SHL).

## Verkeer en vervoer
Bij de plaats lopen de E4, Länsväg 330 en Länsväg 331.
De plaats heeft een station aan de spoorlijn Sundsvall - Långsele.

## Geboren
- Mats Näslund (1959), voormalig professioneel ijshockeyspeler

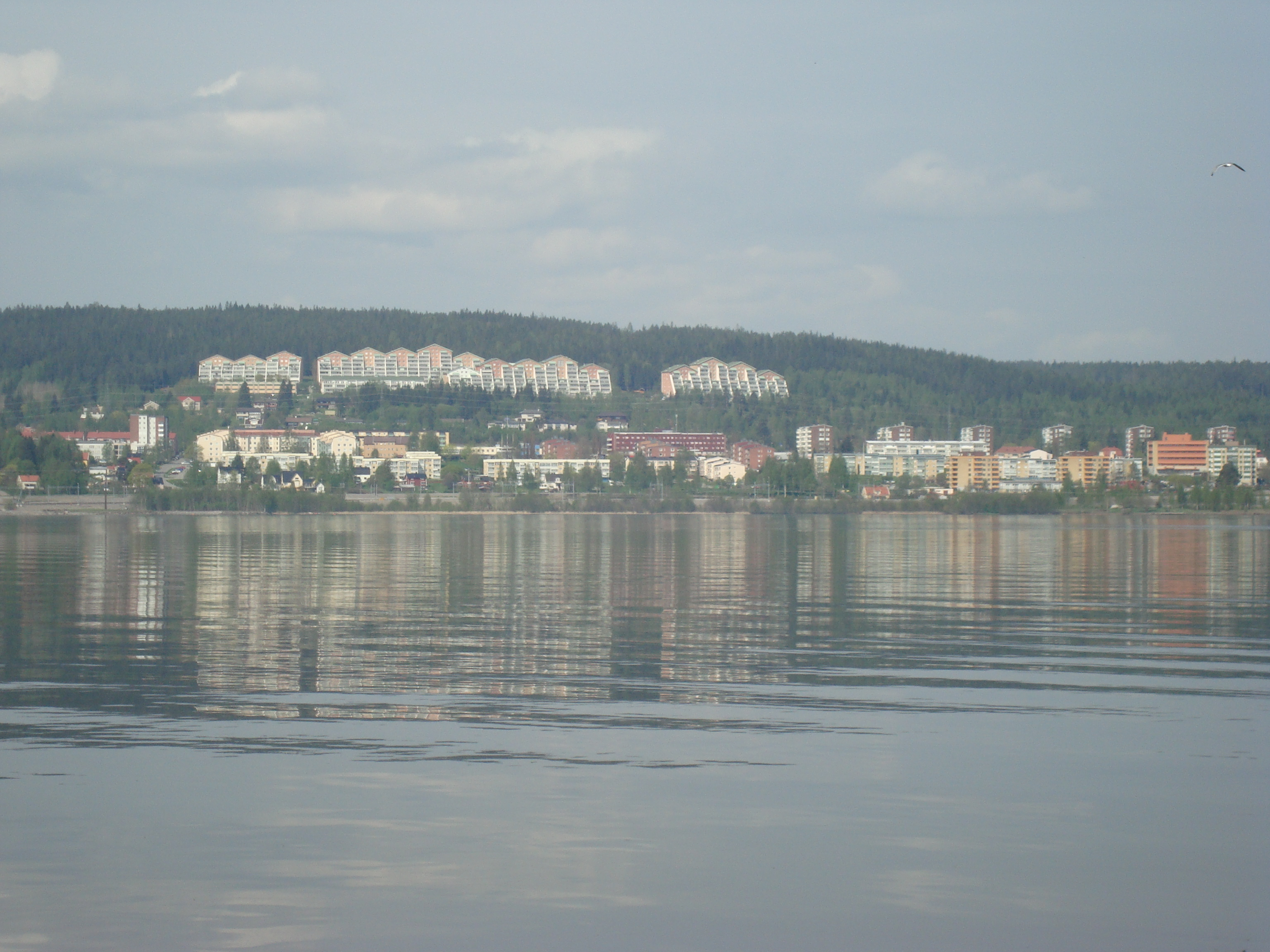
Zicht op Timrå